# Tarphius peruvianus
Tarphius peruvianus là một loài bọ cánh cứng trong họ Zopheridae. Loài này được Franz miêu tả khoa học năm 1969.